# Rockford (Minnesota)
Rockford város az USA Minnesota államában, Hennepin megyében. Lakosainak száma 4500 fő (2020. április 1.).

## Népesség
A település népességének változása:
| Lakosok száma | 159  | 426  | 4500 |
|               | 1880 | 2010 | 2020 |